# Thalpophila paradoxa
Thalpophila paradoxa là một loài bướm đêm trong họ Noctuidae.